# Julio María Palleiro
Julio María Palleiro Rodríguez (* 21. Oktober 1926 in Montevideo; † 18. November 2020) war ein uruguayischer Fußballspieler auf der Position des Stürmers, der einen Großteil seiner Karriere in Mexiko verbrachte.

## Biografie
Der seinerzeit in Casupá lebende Palleiro begann seine Profikarriere in seinem Heimatland Uruguay, wo er für
Liverpool Montevideo, Racing und Bella Vista spielte.
Am 18. Juli 1951 führte ihn sein Weg nach Mexiko. Dort spielte er sodann nach eigener Aussage sechs Jahre lang für Necaxa, in deren Reihen er zweimal in Folge (1953/54 und 1954/55) Torschützenkönig der mexikanischen Primera División war. In der Saison 1954/55 erreichte er diese Auszeichnung unter Trainer Fernando Marcos mit 19 erzielten Treffern. Mit insgesamt 64 Toren liegt Palleiro in der gesamten Vereinsgeschichte an fünfter Stelle der clubinternen Bestenliste hinsichtlich der Trefferausbeute.
Danach ging er zu Deportivo Toluca und beendete seine Profikarriere in Diensten des Club América. In den zehn Jahren seines fußballerischen Wirkens in Mexiko erzielte er nach eigenen Angaben insgesamt 105 Tore in den dortigen Wettbewerben. Danach spielte er auf Amateurbasis in der mexikanischen Liga Española de Fútbol.
Palleiro lebte um das Jahr 2006 in Ciudad Satélite in Naucalpan.

## Erfolge
- Torschützenkönig der mexikanischen Primera División: 1953/54 und 1954/55